# Reederei Rud. Christ. Gribel
Die Reederei Rud. Christ. Gribel wurde 1773 als Weinhandelshaus mit Segelschiffen in Stettin gegründet, 1965 wurden die letzten Schiffe verkauft und 1979 wurde die Gesellschaft gelöscht.

## Gründung des Handelshauses 1773

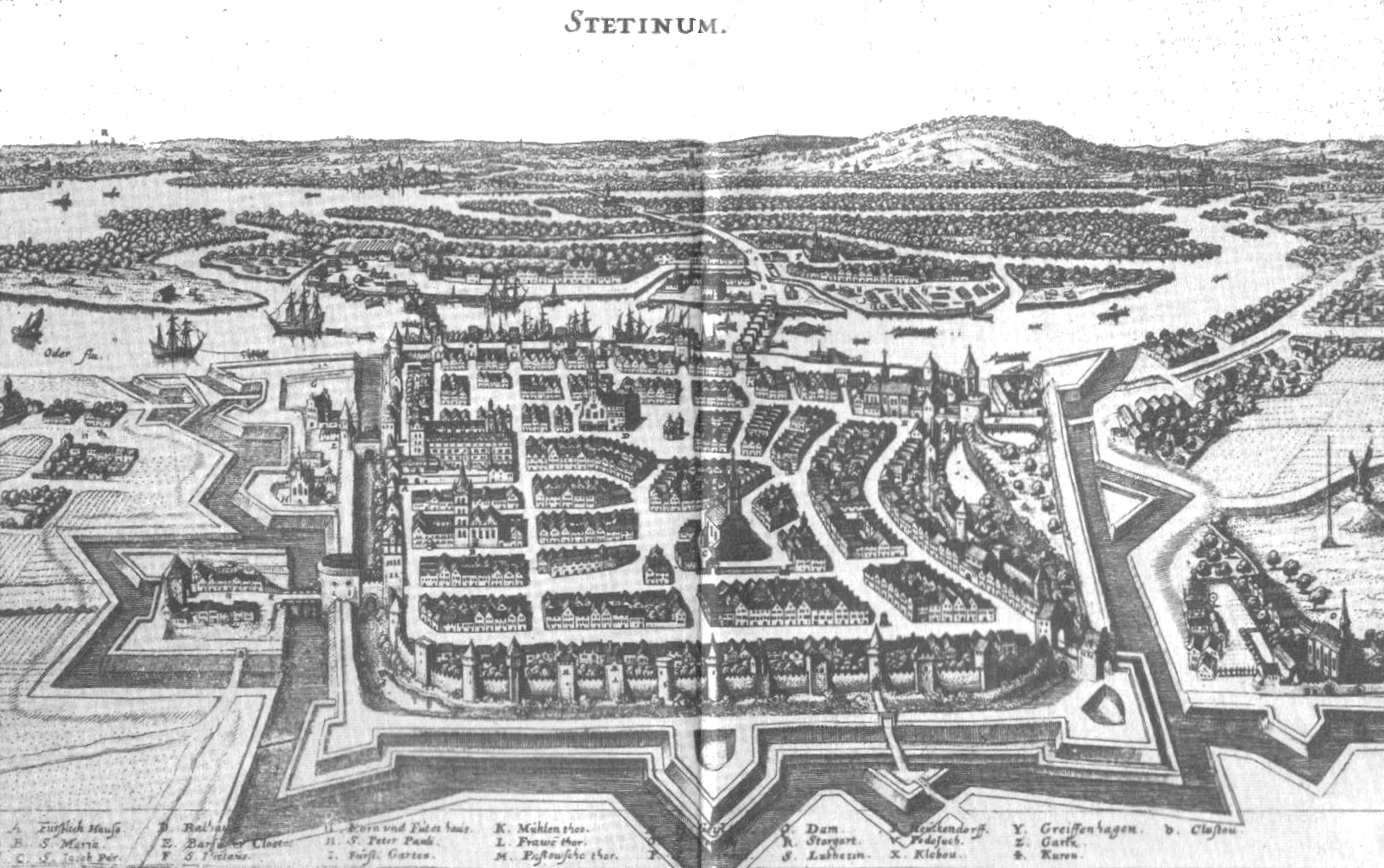
Stettin um 1640 (Merian)

Rudolf Christian Gribel (1747–1831) aus Kirchwärder bei Bergedorf war in einer Hamburger Weinhandlung in die Lehre gegangen. 1767 erhielt er eine Anstellung beim Stettiner Kaufmann Gotthilf Friedrich Tilebein. Zusammen mit Johann Friedrich Noack gründete er 1773 unter dem Namen Noack & Gribel in Stettin eine Weinhandlung. Zu dieser Zeit stand besonders der Handel mit französischen Weinen in hoher Blüte. Die Firma entwickelte sich gut. Bis 1777 konnten die beiden Teilhaber ihre Kapitaleinlagen vervierfachen. Durch die Heirat mit einer Stiefnichte des in der Stettiner Kaufmannschaft gewichtigen Kommerzienrates Peter Artzberger wurde Gribel zum bedeutenderen der beiden Gesellschafter. Die Firma war deshalb 1776 in Gribel & Noack umbenannt worden. Unter dem Namen Rud. Christ. Gribel gründete er 1779 eine eigene neue Firma, eigentlich als Weiterführung des Artzbergerschen Handelshauses, dessen Speicher auf der Lastadie und Haus in der Großen Oderstraße er übernommen hatte. Ab 1780 besaß Rudolf Christian Gribel einen Drittel Schiffspart an der Johannes, bis 1782 war er Anteilseigner an sechs Schiffen. Neben dem Weinhandel als Hauptgeschäft nahm der Handel mit anderen Waren inzwischen immer mehr Platz ein und es wurden eigene regelmäßige Verbindungen eingerichtet. So zum Beispiel der erste regelmäßige Dienst zwischen Stettin und Südamerika. Mit wachsenden Seehandel kamen weitere Liniendienste zu den Ostsee- und Nordseehäfen dazu.

## Nachfolger Friedrich Wilhelm Gribel und Gottlieb Theodor Gribel

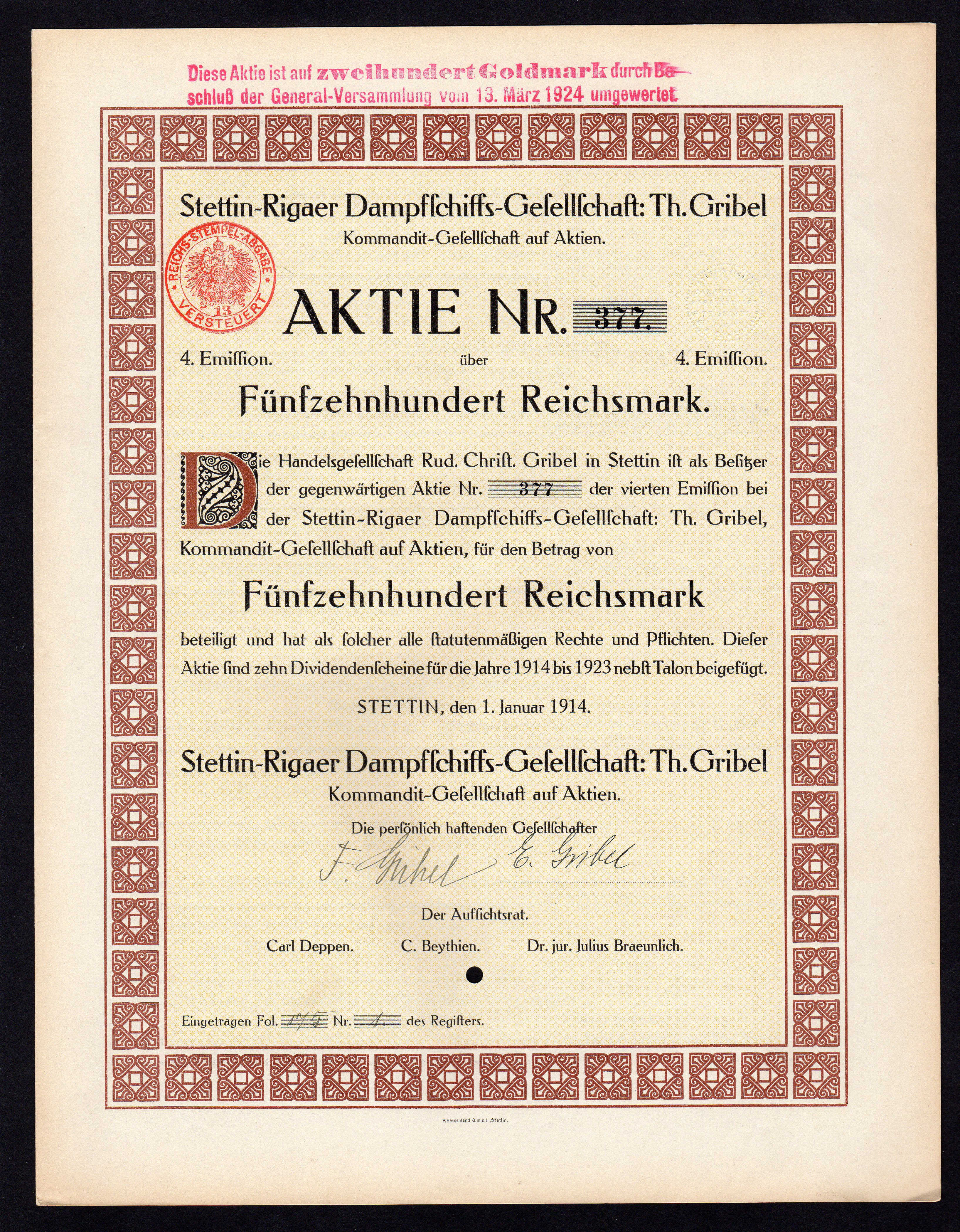
Namensaktie der Stettin-Rigaer Dampfschiffs-Gesellschaft Th. Gribel KGaA vom 1. Januar 1914, ausgestellt auf die Handelsgesellschaft Rud. Christ. Gribel

Friedrich Wilhelm Gribel war seit 1805 Teilhaber im väterlichen Geschäft und baute den florierenden Reedereizweig aus. Der Zusammenbruch Preußens 1806 während der Napoleonischen Krieg führte zu schweren Belastungen für die gesamte Kaufmannschaft. Während die Kontinentalsperre den Handel fast vollständig zum Erliegen brachte, legten die französischen Besatzungstruppen den Kaufleuten hohe Kontributionen auf. Der Gribelsche Anteil betrug im Oktober 1807 mehr als 22.000 Taler, weitere Kosten von mehr als 15.000 Talern kamen bis Ende 1808 hinzu. 1810 wurde durch die preußischen Behörden wegen der Einfuhr verbotener Waren eine Schiffsladung im Wert von knapp 19.000 Talern beschlagnahmt. Trotz dieser Einbußen gelang es die nach der Besatzungszeit folgende Krise, die mit einem Preissturz der jetzt im Überangebot vorhandenen englischen Importwaren einherging, zu überstehen.
Während der Weinhandel in den folgenden Jahren fast ganz eingestellt wurde, verlegte sich R. C. Gribel auf den Handel mit Tran, Getreide, Leinsamen und Wolle. Der Wiederaufbau der Reederei kam langsam voran. Schließlich standen zwölf bis fünfzehn Schiffe zur Verfügung. Von besonderer Bedeutung war die Beteiligung an der 1817 neugegründeten Pommerschen Provinzial-Zuckersiederei. Mit ihren Schiffen übernahm die Reederei den Transport von Rohzucker von den westindischen Inseln und versuchte, zusätzliche Handelsbeziehungen zu südamerikanischen Ländern einzurichten.
Nach dem Tod von Rudolf Christian Gribel 1831 führte Friedrich Wilhelm Gribel das Unternehmen allein weiter. Er starb 1846 und sein Sohn Gottlieb Theodor Gribel übernahm das Handelshaus, das sich immer stärker im Reederei- und Maklergeschäft engagierte.

## Die ersten Dampfer (1856)
1856 wurde mit der Alexander II der erste Dampfer in Betrieb genommen. Bis 1885 wurden alle Segler durch Dampfer ersetzt. Theodor Gottlieb Gribel war geschäftlich außerordentlich aktiv, er gründete eine Versicherung und mehrere Reedereien. Nach seinem Tod übernahm sein Neffe Franz Gribel (1850–1943) die Reederei und 1899 bereederte er 20 Dampfer, bis 1914 waren es 25.

## 150 Jahre Reederei Rud. Christ. Gribel

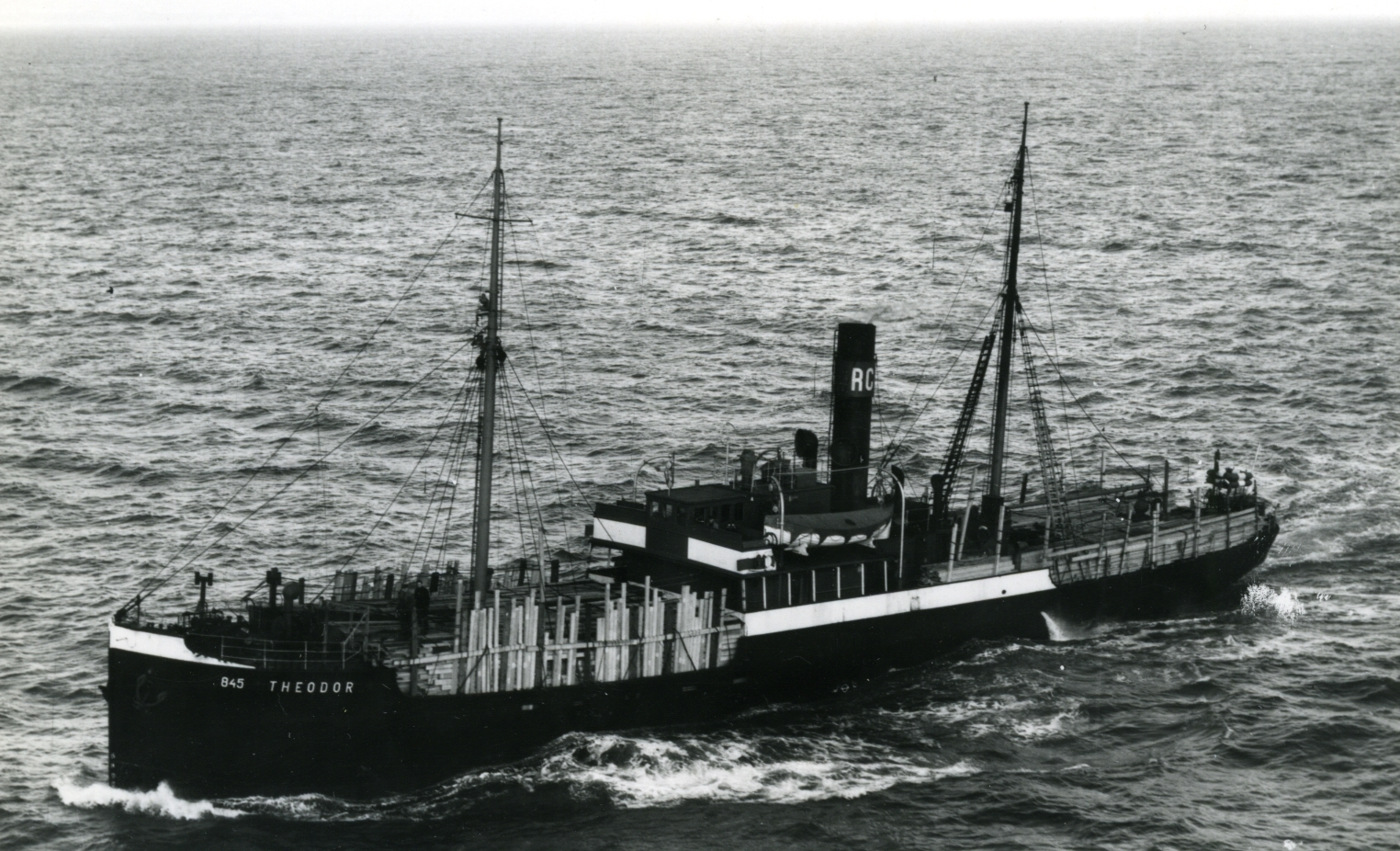
Die 1898 als Elsa gebaute Theodor setzte die Reederei von 1947 bis 1953 ein

Zum 150-jährigen Jubiläum im Jahr 1923 fuhren 23 Dampfer mit insgesamt 21.500 BRT für die Reederei. Die Flotte wuchs bis 1939 auf 35 Schiffe. Der Zweite Weltkrieg führte zum Verlust der meisten Schiffe. Die Reederei wurde nach Lübeck verlagert und 1947 übernahm der Sohn Wilhelm Karl Gribel die Reederei.

## Die letzten Schiffe wurden 1965 verkauft
Nach einem schweren Start mit alten kleinen Dampfschiffen in Westdeutschland wurde 1957 -sehr spät-  mit der Polchow das erste Motorschiff übernommen. Die alten Dampfschiffe wurden bis auf die Regina verschrottet, aber die Reederei war dem Konkurrenzkampf nicht gewachsen. Die letzten Schiffe wurden 1965 verkauft und die Gesellschaft wurde 1979 im Handelsregister gelöscht.